# AB Eol
AB Eol är en av de 4 detaljistägda inköpscentralerna som 1938 bildade det rikstäckande samarbetsföretaget Inköpscentralernas AB Ica. AB Eol grundades på basis av det göteborgska grossistföretaget Ekström & Leffler AB varav Eol är en sammandragning. 

## Bakgrund
I mellansverige fanns inköpscentralen Hakonbolaget som framgångsrikt visat att man kan ha en central grossistorganisation med enskilda köpmän som ägare. Men att utvidga Hakonbolaget till Västsverige kändes inte rimligt då transportkostnaderna skulle bli för höga. Man bestämde sig då för att titta på ett i Göteborg redan existerande grossistbolag och valet föll just på Ekström & Leffler AB.
I början hade man dock svårt med etableringarna och lönsamheten då man i många kunders ögon framstod som en gammaldags lanthandel snarare än som ett modernt snabbköp. Problemen var desamma även för de andra inköpscentralerna och därför togs flera initiativ av Ica centralt. Bland annat infördes 1964 en ny gemensam Ica-logotyp, som bl.a. ersatte Eols märke från 1940. Den första butik som använde den än i dag använda logotypen var Ica-Hallen i Tranås. Den nya profilen blev en succé och ledde bl. a. till att man 1966 gick om KF i storlek och nu blev störst på dagligvarumarknaden.
Företaget utvecklades vid den här tiden snabbt. Försäljningssiffrorna 1960 var 325 miljoner kronor medan de 1970 växt till 1,9 miljarder.
Ett problem var dock att Eol vid 1970-talets början bara knappt till hälften ägdes av handlarna. Resterande aktier låg i sterbhus, innehades av f.d. köpmän etc. Förhållandena var liknande även inom de övriga inköpscentralerna. Dilemmat löstes genom att Ica-handlarnas medlemsorganisation Ica Förbundet blev majoritetsägare i inköpscentralerna, som därmed benämndes regionbolag. Nyordningen trädde i kraft 1973 och Eol döptes då om till Ica Eol.
1990 omorganiserades Ica då de tämligen självständiga regionföretagen ersattes av en Ica-koncern uppdelad i affärsområden. Med detta försvann även användandet av namnet Eol.